# Râches
Râches är en kommun i departementet Nord i regionen Hauts-de-France i norra Frankrike. Kommunen ligger i kantonen Douai-Nord-Est som tillhör arrondissementet Douai. År 2022 hade Râches 2 644 invånare.

## Befolkningsutveckling
Antalet invånare i kommunen Râches
| Referens: INSEE |